# Raltegravir
Raltegravir (RAL), được bán dưới tên thương mại là Isentress, là một loại thuốc kháng retrovirus. Chúng thường được sử dụng cùng với các loại thuốc khác nhằm điều trị HIV/AIDS. Chúng cũng có thể được sử dụng, như là một phần của phương án "phòng tránh" sau khi bị phơi nhiễm, để ngăn ngừa nhiễm HIV nếu có nghi ngờ tiếp xúc với virus này. [2] Chúng được đưa vào cơ thể qua đường miệng.
Các tác dụng phụ thường gặp bao gồm khó ngủ, cảm thấy mệt mỏi, buồn nôn, đường huyết cao và đau đầu. Tác dụng phụ nghiêm trọng có thể có như các phản ứng dị ứng bao gồm cả hội chứng Stevens-Johnson, suy nhược cơ và các vấn đề về gan. Vẫn chưa rõ ràng về mức độ an toàn nếu sử dụng trong khi mang thai hoặc cho con bú. Raltegravir là một chất ức chế chuyển gen integrase HIV, chúng ngăn chặn hoạt động của integraseHIV và từ đó ngăn chặn sự nhân lên của virus.
Raltegravir đã được chấp thuận cho sử dụng y tế tại Hoa Kỳ vào năm 2007. Nó nằm trong danh sách các thuốc thiết yếu của Tổ chức Y tế Thế giới, tức là nhóm các loại thuốc hiệu quả và an toàn nhất cần thiết trong một hệ thống y tế. Chi phí bán buôn ở các nước đang phát triển là khoảng 50 USD mỗi tháng. Tại Vương quốc Anh, chi phí cho NHS là 472,00 bảng Anh mỗi tháng.Lamivudine/raltegravir, dạng công thức phối hợp với lamivudine, cũng có sẵn để sử dụng.